# Trần Hạo Cơ
Trần Hạo Cơ (sinh năm 1975) là một nhà văn trinh thám, tội phạm nổi tiếng sinh ra ở Hồng Kông, hiện đang sinh sống và làm việc tại Đài Loan. Các sáng tác của anh được viết bằng tiếng Trung và một số tác phẩm đã được dịch ra nhiều thứ tiếng trên thế giới

## Tiểu sử
Trần Hạo Cơ sinh ra và lớn lên tại Hồng Kông. Anh theo học ngành khoa học máy tính tại Đại học Trung văn Hồng Kông. Vì vậy mà bên cạnh việc viết lách, Trần Hạo Cơ còn là một kĩ sư phần mềm và tham gia thiết kế trò chơi điện tử. Ngoài ra, anh cũng là chủ bút của một vài tạp chí truyện tranh.
Năm 2008, Trần Hạo Cơ ra mắt truyện ngắn đầu tay Jack và hạt đậu thần. Tác phẩm lọt vào danh sách đề cử cho Giải thưởng truyện kỳ bý Đài Loan. Năm 2009, anh giành Giải thưởng truyện kỳ bý Đài Loan cho truyện ngắn Căn phòng bí mật của Lão Râu Xanh.
Năm 2011, tại lễ trao giải thưởng Truyện kỳ bí Soji Shimada (giải thưởng do Soji Shimada sáng lập nhằm tôn vinh những tác giả trinh thám cổ điển Trung Quốc), Trần Hạo Cơ đã chiến thắng với tiểu thuyết Hình cảnh mất trí. Tác phẩm này sau đó đã được Riccardo Moratto chuyển ngữ sang tiếng Ý và được phát hành tại một số quốc gia khác ngoài Trung Quốc đại lục và Đài Loan như Thái Lan và Nhật Bản.
—Trần Hạo Cơ
Năm 2014, Trần Hạo Cơ xuất bản tiểu thuyết 13·67, lấy bối cảnh 6 vụ án xảy ra tại Hồng Kông trong giai đoạn từ năm 1967 đến năm 2013, xoay quanh nhân vật chính là điều tra viên Quan Chấn Đạc. Tiểu thuyết đã đoạt giải tại Triển lãm Sách Quốc tế Đài Bắc 2015 và một số giải thưởng khác, trước khi được tác giả người Singapore Jeremy Tiang dịch sang tiếng Anh năm 2017. Tác phẩm cũng được dịch ra nhiều thứ tiếng khác trên thế giới. Tại Nhật Bản, tác phẩm đoạt giải Booklog cho tiểu thuyết nước ngoài xuất sắc và giải Honyaku cho tác phẩm chuyển ngữ xuất sắc. Nó cũng được đề cử cho giải Tác phẩm trinh thám chuyển ngữ xuất sắc nhất thập niên 2010-2019. Các đánh giá về tác phẩm cho rằng bên cạnh nội dung trinh thám kỳ bí, nó còn mang đến cho người đọc một cái nhìn sâu sắc hiếm hoi về xã hội Hồng Kông.
Năm 2017, Trần Hạo Cơ ra mắt tiểu thuyết thứ hai mang tên Người trong lưới, xoay quanh vấn đề tin tặc và quấy rối tình dục. Jeremy Tiang tiếp tục là người dịch tác phẩm sang tiếng Anh. Tác phẩm cũng được dịch ra nhiều thứ tiếng, bao gồm tiếng Việt. Các nhà phê bình đánh giá cao sự phức tạp trong cốt truyện cùng các chi tiết về cuộc sống ở Hồng Kông.

## Sách đã xuất bản
Sách đã xuất bản sang tiếng Việt
- 13·67, NXB Hà Nội, 2019 (phát hành lần đầu tại Trung Quốc năm 2014)
- Người Trong Lưới, NXB Hồng Đức, 2020 (phát hành lần đầu tại Trung Quốc năm 2017)
- Hình cảnh mất trí, NXB Hồng Đức, 2022
- Người Bóng Bay, NXB Hồng Đức, Nhã Nam phát hành, 2022